# Аманда Ролинс
Аманда Ролинс је измишљени лик у процедуралној драми НБЦ-а Ред и закон: Одељење за специјалне жртве коју тумачи Кели Гидиш. Ролинсова је била детективка Одељења за специјалне жртве Менхетна у 16. испостави новојоршке полиције.

## Позадина
Ролинсова је прешла из Атлантског СУП-а у менхетански ОСЖ у јуну 2011. Пошто је из Атланте, она је обожаватељка "Храбрих" чији распоред држи на вратима свог фрижидера. Она има керушу Френи коју обожава.
Ролинсова је одрасла у Логанвилу и дипломирала је форензичке науке. Док је радила у Атлантском СУП-у, Ролинсова је била стационирана у области 8.
Ролинсова потиче из дисфункционалне породице. Њен отац Џим (Џејмс Морисон) је алкохоличар и зависник од коцкања који је често тукао њену мајку Бет Ен (Вирџинија Медсен), а њена млађа сестра Ким (Линдзи Палсифер) је зависница од кокаина са биполарним поремећајем чији чести проблеми са законом често изазивају проблеме Ролинсовој. Она има затегнут однос са својом мајком која више воли Ким и на коју Ролинсова гледа са презиром јер се није борила против злостављања које је претрпела. Ово је понекад утицало на њене интеракције са жртвама породичног насиља.

## Унутар ОСЖ-а
Лик је у почетку приказан као жесток и претерано нестрпљив, а капетан Доналд Крејген (Ден Флорек) ју је често кудио зато што је журила. Међутим, временом је прерасла у послу.
Она дели добар однос са својим ортаком, детективом Фином Тутуолом (Ајс Ти). Убрзо након пребацивања у 16. испоставу, Ролинсова истражује низ силовања за која верује да их је починио осумњичени у једном од њених случајева у Џорџији. Ролинсова је покушала да докаже детективима Оливији Бенсон (Мариска Харгитеј) и Нику Амару (Дени Пино) да је силоватељ пореклом из Атланте и да је дошао у Нови Јорк по нови плен. Замало је и сама постала његова жртва док је покушава да га намами. Силоватељ је више волео плавуше плавуше атлетски грађене као она.
У епизоди 14. сезоне "Отровна побуда", Ролинсову је упуцао снајпериста испред испоставе. Њено рањавање је довело до ћерке Тутуолиног бившег ортака која је хтела да се освети СУП-у пошто јој је отац повређен на послу.
У епизоди 14. сезоне "Смртоносна амбиција", Ким се појављује на Ролининим вратима пошто је напустила свог насилног дечка Џефа Паркера (Тис Векесер) који је такође отац детета које носи. Једног дана, Ролинсова се вратила кући и пронашла Паркера како наводно силује Ким па га је упуцала и убија. На крају је, међутим, откривено да је Ким инсценирала силовање како би обманула Ролинсову да убије Паркера како би могла да наплати његову полису животног осигурања. Ким је направила полисе на оба њихова имена, чинећи да изгледа као да је Ролинсова осмислила план да се убије Паркер и нестаје. Ролинсова је ухапшена и оптужена за убиство, али је ослобођена уз помоћ ОСЖ-а.
У епизоди 16. сезоне „Опроштај Ролинсове“ откривено је да док је Ролинсова радила за полицију Атланте, њена сестра упала у проблеме са законом, а она је била вољна да спава са својим шефом, замеником начелника Чарлсом Патоном (Хари Хамлин) како би се оптужбе повукле. Када је почео да буде превише груб према њој, Ролинсова је повукла своју сагласност, али Патон ју је савладао и силовао. Она је касније помогла још једној Патоновој жртви, детективки Рис Тејмор (Дрима Вокер), да се избори правду што је довело до тога да Патон оде у принудну пензију и уђе у регистар сексуалних преступника.
У епизоди "Брачна повластица", Ролинсова је изразила уверење да насиље у породици треба да буде лично осим ако жртва не жели да се огласи, осећајући да полиција нема право да одлучује у име жене. То је довело до сукоба са Амаром који је био сведок како његов отац редовно туче његову мајку која је одбијала да оде и пријави га. Током свађе, Ролинсова је у пијаном стању покушала да натера Амара да је удари, али је он отишао. Много касније у епизоди "Оркански висови", пошто је добила дете, она је исказала презир према мајци која није заштитила своју децу од очевог злостављања и каже да могућност да је и мајка злостављана није оправдање.
У неколико епизода је имплицирано да је Ролинсова у романтичној или барем сексуалној вези са Амаром. У једној епизоди, један осумњичени је питао да ли спавају заједно. Она није одговорила на његово питање и променила је тему. Када је Амаро претукао осумњиченог, Ролинсова је уценила супругу осумњиченог да га натера да одустане од оптужби. У епизоди „Основана сумња“, Амаро је изашао из купатила у Ролинсином стану и сео поред ње на двосед и имао је само пешкир. У 17. сезони потврђено је да су Амаро и Ролинсова били у романтичној вези када је Ролинсова открила да је трудна и рекла да Амаро није отац, што значи да су барем спавали заједно.
Касније је откривено да је отац Ролинсиног детета поручник Деклан Марфи (Донал Лог), њен бивши надређени. Марфи је био на тајном задатку у источној Европи када је сазнао за трудноћу, али се вратио у Нови Јорк да јој да директну везу са њим ако јој икада затреба. Док је Ролинсова била на порођају, доживела је оштећење постељице што је замало довело до њене смрти, али је преживела и родила девојчицу којој је дала име Џеси. Њен ортак Доминик "Сони" Кариси, (Питер Сканавино), који потиче из велике породице, често помаже Ролинсовој око бебе.
У епизоди "Појачана осећања", Ролинсин турбулентни однос са сестром је поново разматран јер Ким пуштена на условну слободу пошто се очигледно отрезнила и пронашла веру. У овом тренутку, Ким је молила Ролинсову да остане са њом него да иде у сабирни центар, а Ролинсова је невољно пристала. Међутим, пред крај епизоде, Ролинсова је открила да Ким узима таблете и оптужила ју је за рецидив, али је сазнала да су лекови заправо литијум и асенапин које Ким узима због биполарног поремећаја пошто јој је званично дијагностикован током суђења. Ким је тада признала Ролинсовој да, иако јој недостаје бивша манична снага, ово је први пут у животу да се осећа добро у себи.
У епизоди "Служба" је откривено да не воли пратњу до те мере да је указала да је жртва силовања која ради као пословна прања сама изазвала напад. Жртва се појавила у испостави да се пожали да истрага штети њеном послу, а Ролинсова јој је дала 300 долара из гађења. Увређена, жртва је бацила новац Ролинсовој у лице. На крају је, међутим, Ролинс почела да види жртву као људско биће и одиграла је кључну улогу у привођењу њеног силоватеља правди. Док је вечерала са жртвом да се извини због свог понашања, Ролинс јој је признала да њена предрасуда према пратњи произилази из тога што ју је бивши дечко варао са једном девојком која ради као пословна пратња.
У епизоди "Књига о Естер" Ролинсова је користила смртоносну силу током талачког стања са верском сектом. Након тога је сазнала да је испалила хитац који је убио једну чланицу секте, младу жену коју је покушавала да се спасе од свог насилног оца, главе секте. Обузела ју је кривица, али је пронашла утеху у одласку у цркву.
У епизоди "Човек више" открива Бенсоновој да је трудна по други пут. Такође, она се састаје са др. Алом Полаком (Џорџ Њуберн), својим бившим дечком, на састанку за ручак и спрема се да му каже о својој трудноћи, али одустаје када га је видела како мува конобарицу и постаје несигурна да јој балансира друга трудноћа са подизањем Џеси и њеним радом у ОСЖ-у. У епизоди "Нулта трпељивост", она размишља да се врати код Полака и каже му да је трудна. Када се запањила његовим реаговањем да јој плати побачај, пошто се зближила са девојком која је одвојена од своје мајке и желела би још једног брата или сестру, касније одлучује да задржи бебу, говорећи Полаку да јој не треба ништа од њега. Пошто се Полак извинио због својих безосећајних опаски, Ролинсова је одлучила да му пружи још једну прилику. На крају је тражила да се пресели код њега у његов стан. Она је размишљала о стању, с обзиром да једва има довољно места за њу и Џеси у њеном стану, али није била сигурна у своја осећања према Полаку. Међутим, пошто јој је Кариси рекао да уради онако како сматра да је најбоље за њу и њену децу, она је пристала да се пресели код Полака. Родила је девојчицу којој је дала име Били у епизоди "Причи о великом јаду". Полак ју је запросио док је била на порођају, али је она одбила његову понуду и раскинула с њим, признајући да га не воли.
У епизоди "Вечно ослобађање од бола", Ролинсова је добила привремено старатељство над Киминим сином и дозвољава обома да остану у њеном стану. Она је невољно упутила позив свом оцу Џиму како би могао да посети своје унуке, иако је он наркоман, а услови Кимине условне слободе забрањују да се дружи са познатим зависницима. Џим је узео превелику количино хероина и хитно је пребачен у болницу, али је отишао убрзо након опоравка. То искуство толико је узнемирило Ким да се добровољно вратила у затвор како би се подвргла лечењу од дроге, а сина је оставила на чување својој мајци.
У епизоди "Решавање непознатог" Ролинсова је унапређена у детективку 2. разреда.
На почетку 23. сезоне у епизоди „И царство узвраћа ударац“, Ролинсова и Каризи постају пар.
У епизоди 24. сезоне „И траума на крушки“, Ролинсова се удала за Карисија и повукла се из полиције како би прихватила место професорка на Универзитету "Фордам".

### Прича о коцкању
Епизода 13. сезоне "Провале" откривено је не само да се Ролинсова бори са зависношћу од коцкања, већ и да дугује новац осумњиченом у једној од истрага убиства ОСЖ-а. Како јој је коцкање ометало посао, Крејген јој је понудио да је уведе у програм рехабилитације. Током састанка, она открива да је и њен отац имао проблема са коцкањем.
У епизоди 15. сезоне „Неименовани силоватељ“, Ролинсова се нашла усред случаја када је жена из њеног програма тврдила да ју је силовао њен покровитељ. Када је наводни силоватељ убијен, жени се судило, а Ролинсова је сведочила у њено име, отуђујући се од колега из ОСЖ-а. Када ју је ПОТ Рафаел Барба (Раул Еспарза) унакрсно испитао, приморао ју је да призна да је спавала са својим покровитељем Нејтом Дејвисом (Томас Садоски) и открива да је Дејвис имао сексуалне односе са неколико жена којима је био покровитељ. Ово се показало превише за њу да би могла да се носи и њена зависност од коцкања се вратила. У епизоди "Коцкарски дуг" ухваћена је како се коцка у клубу који ради на црно и била је приморана да ради на погрешној страни закона од стране злочинаца који воде клуб. Један од злочинаца је заправо био полицајац на тајном задатку поручник Деклан Марфи који је ангажовао Ролинсову да му помогне у операцији хапшења власника клуба. Хапшење је успело, а Марфи се постарао да Ролинсова задржи своју значку. Бенсонова је, међутим, рекла да она више не верује Ролинсовој и да би тражила њен премештај да у испостави није било мало особља док су Тутуола и Амаро такође били љути на њу што им није рекла. На срећу, Ролинсова је успела да поврати њихово поверење када је истина о њеном силовању изашла на видело.

## Развој
НБЦ је 27. јуна 2011. објавио да ће се Гидишова придружити главној постави серије „Ред и закон: Одељење за специјалне жртве“ у тринаестој сезони заједно са Денијем Пином из серије Хладни случајеви као детективом Ником Амароом што се поклопило са одласком Кристофера Мелонија из серије. Гидишова је рекла за ТВ Водич током летњег снимања: „Сви на снимању су заиста узбуђени и пуни енергије. Изгубили су члана породице пошто је Крис Мелони отишао, али су нас веома прихватили. Аманда је одушевљена што ради са овим људима као и ја.“
У изјави за ТВ Водич пре Гидишине дебитантске епизоде у улози Ролинсове „Спржена земље“, Гидишова је рекла о свом лику: „Мој лик је у потпуном страху од Оливије. Аманда је заиста жељна да уђе тамо јер зна своје ствари и заиста је жељна да учи. Дошла је из Атланте и тамо је био плафон, па је дошла у Нови Јорк." Гидишова се осећала сјајно што се придружила серији у њеној 13. сезони, „Да је боље, не би ваљало... Нема застрашивања. Оно што ме је привукло била је могућност да поново оснажим франшизу и то је било тако добро познато и толико вољено, а онда да буде покретач." Гидишова је уверена да ће се гледаоци временом загрејати за Ролинсову и Амара. "Волеће нас јер то није принудно на њиховим лицима“, каже она. „Што више знате о нама и што нас више видите у својој дневној соби, надамо се да ћете нас више волети.“
На крају 13. сезоне серије, она и њен колега Дени Пино одмерили су своју прву сезону и Гидишова и Пино кажу да су добили не само „веома топлу добродошлицу“ од ОСЖ-ове глумачке поставе и екипе, него су и видели да су њихови ликови истражени више него што су могли да се надају у својој првој сезони. „Дали су ми много да радим — и надам се да ће ми дати више следеће сезоне“ каже Гидишова. „Још увек играмо 'музичке столице' у смислу ортака, а то је одличан начин да истражимо различите ликове." Пино је додао: „То је оно чему се надате када то ставите на папир и разговарате о томе шта желите да играте. Разговарао сам [пре сезоне] са [директором серије] Вореном Лајтом и надам се да ће то почети да се материјализује — и материјализовало се. И то слути добром уласку у 14. сезону."
Уместо да се обе новајлије упаре, Ролинсова је првенствено била у ортаклуку са детективом Одафином „Фином“ Тутуолом, а тај чинилац је допринео позитивном пријему лика. Ајс Ти који тумачи Тутуолу од друге сезоне серије похвалио је и Гидишову и Пина после одласка Криса Мелонија: „Морали смо да се прегрупишемо као ногометна екипа.“ рекао је Ајс Ти. „Бек се променио, али смо и даље морали да померимо лопту низ терен. И добро смо прошли... Дени је ушао, снажан. Кели је ушла, јака. А ми смо угасили оне који сумњају.

## Појављивања у другим серијама
- Чикашки СУП — епизоде: „Скупови“ и „Само преко мене мртвог“ (2014)
- Чикашки пламен — епизода: „Да нико ништа није пипнуо“ (2014)
- Ред и закон: Организовани криминал — епизоде: „Дајте ми склониште“ и „Те плаве очи“ (2022)
- Ред и закон — епизода: „Дајте ми склониште“ (2022)